# 金贞柱
金贞柱（韓語：김정주，1981年11月11日—），韩国男子拳击运动员。他曾代表韩国参加2004年和2008年夏季奥林匹克运动会拳击比赛，获得二枚铜牌，均来自男子沉量级项目。